# Villayón
Villayón és un conceyu de la Comunitat Autònoma del Principat d'Astúries localitzat en la comarca occidental de la regió dins la conca del riu Navia. Limita al nord amb Navia, a l'oest amb Cuaña, Bual i Eilao, a l'est amb Valdés, Tinéu i Allande i al sud amb Allande.
Fins a 1868 va pertànyer al concejo de Navia, pel que és un dels que més tard va obtenir la seva independència. Comprèn una extensió total de 131,80 km² i la seva població actual és de 1.721 habitants. La carretera comarcal AS-25, que la connecta amb Navia és la seva més important via de comunicació amb l'exterior, tenint uns accessos rodats últimament molts més moderns i servicials d'acord amb l'època actual.
És un dels municipis d'Asturies en els quals es parla gallec.

## Geografia
Des del punt de vista geològic cal dir que el terreny de Villayón, presenta unes característiques similars als concejos occidentals, pertanyent majoritàriament al siluriano, amb predomini de les pissarres antigues, Grauwacka i algunes quarsites, deformades totes elles per l'orogènia herciniana. La consistència de les faixes de pissarra és variable, trencant-se la majoria d'elles en fulles més o menys grans, i convertint-se en material de teulades de cases. Les quarsites es troben en la zona compresa entre Busmente i Villayón.

### Relleu
Quant a la topografia del concejo podem afirmar que el concejo és muntanyenc, aflorant també diverses valls en diverses direccions conformats pels afluents i subafluents del Navia. Les altures més importants són les següents: pel nord i el nord-est, tenim les serres d'Arbón, Brañuas i Panondres, aquesta última amb elevacions superiors als 800 metres. Al sud-oest veiem la serra de San Roque, amb pics com els de Gargalois i el del Prado de Roque amb més de 1.000 metres d'altitud. Al sud trobem la serra de Carondio, sent els becs Agut i del Comte els seus accidents més destacats, amb altures que ronden els mil metres. També al sud però més a l'est, tenim la serra de Busmayor. Finalment i ja en els límits orientals trobem la Bobia de Bullacente, amb pics de més de 1.000 metres. Si a tot això li sumim les llomes interiors de Loredo i Quintana, tenim conformat la majoria dels accidents muntanyencs de Villayón.

### Hidrografia
De la seva xarxa hidrogràfica l'accident més destacat ho configura el riu Navia, que recorre el concejo per la seva banda occidental de sud a nord, constituint la frontera natural amb Bual, Eilao i Cuaña. Dintre dels nombrosos afluents i subafluents del Navia que travessen el concejo destacarem el Polea, que recorre Villayón per la seva banda meridional de sud a nord, conformant la vall de Las Lomas. Rep les aigües dels rierols del Barandón i el Bullimeiro, unint-se prop de Travada al Cabornel i rebent a les mestes al Lendeforno, donant les seves aigües al Navia finalment en la localitat de Mezana, en el veí concejo de Bual.

### Clima
El seu clima ve determinat per les característiques orogràfiques del terreny, presentant la major part del concejo una suavitat en les temperatures, no mostrant mai temperatures extremes. En les zones més elevades aquests trets suaus tendeixen a continentalitzars-e, presentant un major rigor tèrmic, i alguns fenòmens atmosfèrics característics d'aquest clima, com són les nevades.

### Vegetació
La seva vegetació també és variada, encara que l'actual repoblació d'espècies com els pins i eucaliptus està acabant amb ella. Tanmateix encara podem contemplar diverses taques de castanyers i roures i la formació del bosc de riberes en les vegas, podent albirar de la mateixa manera en les zones protegides del Navia i el Cabornel, la surera, també conegut en la zona com "el corcheiro".

## Capital
La capital del concejo és la vila de Villayón, situada en la parròquia de San Pedro a una altura de 357 metres sobre el nivell del mar. És, de llarg, el nucli més poblat dintre de tot el municipi, i exerceix la seva capitalitat des de l'any 1868, any en el qual el concejo es va separar de Navia, formant ajuntament independent. Presenta uns paisatges espectacularment bells i té fama de tenir una gastronomia exquisida i copiosa, tal com queda reflectit en el refrany que diu: «Qui va ser a Villayón i no va tornar Fartón?».

## Evolució demogràfica
D'igual forma que la majoria dels concejos pertanyents a la comarca occidental asturiana, el flux poblacional de Villayón des de començaments del segle xx fins als nostres dies, ens oferix unes pèrdues aproximades de 2.500 habitants, distingint-se dues etapes clarament diferenciades i de signe contrari. La primera d'elles comprèn des de principis del segle vint fins a la dècada dels seixanta, arribant-se a l'intercensal de 1950-1960, la cota més elevada d'habitants amb 5.335. Per contra la segona etapa, que comença en aquesta data i encara continua actualment, ve marcada per una pèrdua gradual, deixant la població actual en les 1.840 persones.
Aquest descens ve motivat principalment pels moviments migratoris a les zones centrals de la regió i a la veïna i industrial Navia, encara que aquesta proximitat l'ha ajudat també a sostenir aquestes pèrdues, mantenint la residència en el concejo molta mà d'obra allí emprada. Per aquesta raó és que aquí no es presenten unes estructures demogràfiques molt desequilibrades, mostrant-nos una població una mica més jove que la majoria dels concejos de la zona occidental asturiana. Actualment la població es reparteix entre sis parròquies, sent la de Villayón la qual concentra més persones amb una xifra superior als 150 habitants.
Quant a la seva activitat econòmica el sector primari segueix sent el qual major nombre d'ocupacions aporta, generant un total del 76,52% de l'ocupació local.. La ramaderia és l'activitat que més es treballa en el concejo, sent el bestiar boví la principal cabanya de Villayón, estant actualment la seva producció orientada cap al sector lacti. El sector secundari, tot just si té representació en el municipi, ocupant a un 8,19% de la població activa. La branca de la construcció és la de major nombre, tenint les productores d'energia elèctrica la seva importància, gràcies a les ocupacions que genera la central d'Arbón. Una dada a tenir en compte dintre d'aquest sector és que molta mà d'obra del concejo, treballa en el concejo de Navia, comptabilitzant-se allí el nombre d'ocupacions procedents de Villayón. El seu sector terciari dels serveis representa un total del 15,29% de les ocupacions locals, i és l'únic que està en contínua expansió. L'activitat comercial, l'hostaleria i l'ensenyament i la sanitat són les principals activitats generadores d'ocupació, concentrant-se la majoria d'elles a la capital del concejo.

## Història
Villayón se cita ja com poblat entre els geògrafs romans, quan escriuen dels àsturs pésics. I en el seu territori es manté a més del nom Navia que té el riu, el de Villaión, propi d'un lloc que està a la seva ribera. La història del concejo de Villayón va unit al de Navia fins a l'any 1868, data en la qual es va independitzar d'ell formant ajuntament propi.
Dels temps prehistòrics del Paleolític, igual que ocorre en molts altres punts de la regió occidental asturiana, només podem tenir indicis de la seva existència, car l'absència d'excavacions en el territori no ens permet aclarir veritablement qui i quan va ser colonitzada aquesta terra en els seus temps més remots, car es creu que tota la zona de la desembocadura de l'Eo i el Navia va haver de ser propícia per a l'assentament humà. Sí que es té constància de l'existència de diversos monuments megalítics en la serra del Carondio, com així ho testifiquen els camps tumulars trobats. Dintre dels assentaments castrenys, també es comptabilitzen alguns, sent el més important el d'Illaso, que va ser utilitzat posteriorment pel poble romà, per a les prospeccions auríferes.
La transició des de l'etapa colonitzadora romana fins a l'edat mitjana, ens deixa l'aparició d'una làpida (Pissarra de Carrio) trobada per dos camperols el 1926 a la localitat de Carrio, i que alguns autors situen en les albors de l'època de la monarquia asturiana en el segle viii, i uns altres la col·loquen en l'etapa visigoda. En la Baixa Edat Mitjana ja se'ns presenta Villayón com a part integrant del concejo de Navia, sent el seu territori molt disputat entre diferents poders bisbals, protagonitzant la mitra Ovetenca i el monestir lucenc de Corias, una disputada baralla amb la finalitat d'obtenir el control de la zona, arribant aquest últim a manllevar un préstec a Murias en la seva etapa expansionista amb l'objectiu d'exercir el domini sobre tota la zona, cosa que cap de les dues bisbalies va aconseguir, passant-se el territori d'un a altre en infinitat d'ocasions fins que en temps del rei Felip II té lloc la famosa desamortització eclesiàstica, comprant els habitants del concejo el territori de Villayón, situació aquesta que no van acceptar cap de les dues mitres, i que les va fer interposar infinitat de recursos que finalment no van arribar a prosperar, quedant definitivament el concejo en poder dels seus habitants.
Durant els segles següents l'esdevenir de Villayón va estar estretament lligat amb el de Navia, sent ja en el segle xix, concretament durant la revolució de setembre de 1868, quan gràcies a l'afany constitucionalista i la racionalitat territorial es procedeix a la segregació de Villayón de Navia, creant-se un ajuntament independent de cinc parròquies, a la qual en 1991 es va sumar altra més. Els últims anys d'aquest segle i els primers del XX venen marcats per un corrent migratori cap a ultramar, canviant la destinació en la meitat del segle, dirigint-se els moviments a les zones centrals de la regió asturiana i a Navia, encara que la proximitat amb aquest concejo veí i la construcció de l'embassament de Arbón ajuden a mitigar aquestes pèrdues evitant aquests massius desplaçaments.
Avui dia Villayón presenta tot ho que qualsevol i excursionista vulgui veure, amb unes panoràmiques estupendes de la naturalesa, com les Cascades d'Oneta, on podem gaudir d'un salt d'uns 15 metres de desnivell realitzat pel riu Acebal.

## Parròquies
- Busmente y Eirías
- Oneta
- Parḷḷeiru
- Ponticella
- Villayón